# Dorylus
Encontradas principalmente no centro e no leste da África, o macho das formigas do gênero Dorylus (nome comum: formiga-safári) é classificado como a maior das formigas conhecidas.
Às vezes referidas como "sausage flies" (moscas-linguiça), devido ao formato do seu abdomên, antes acreditava-se que eram membros de outra espécie. Os macho deixam a colônia ao nascer, mas são guiados pelo odor exalado pela trilha de formigas quando atingem a maturidade sexual.
Quando a colônia encontra um macho, arrancam suas asas e o levam para dentro do formigueiro para acasalar com uma fêmea virgem, em seguida, como em todas as espécies de formiga, o macho morre.
Dorylus também predam larvas de Eldana, especialmente as que estão se dispersando ou ainda não penetraram nos caules.

## Espécies
- D. acutus Santschi, 1937
- D. aethiopicus Emery, 1895
- D. affinis Shuckard, 1840
- D. agressor Santschi, 1923
- D. alluaudi Santschi, 1914
- D. atratus Smith, 1859
- D. atriceps Shuckard, 1840
- D. attenuatus Shuckard, 1840
- D. bequaerti Forel, 1913
- D. bishyiganus (Boven, 1972)
- D. braunsi Emery, 1895
- D. brevipennis Emery, 1895
- D. brevis Santschi, 1919
- D. buyssoni Santschi, 1910
- D. congolensis Santschi, 1910
- D. conradti Emery, 1895
- D. depilis Emery, 1895
- D. diadema Gerstaecker, 1859
- D. distinctus Santschi, 1910
- D. ductor Santschi, 1939
- D. emeryi Mayr, 1896
- D. erraticus (Smith, 1865)
- D. faurei Arnold, 1946
- D. fimbriatus (Shuckard, 1840)
- D. fulvus (Westwood, 1839)
- D. funereus Emery, 1895
- D. furcatus (Gerstaecker, 1872)
- D. fuscipennis (Emery, 1892)
- D. gaudens Santschi, 1919
- D. ghanensis Boven, 1975
- D. gribodoi Emery, 1892 – inclui D. gerstaeckeri Emery, 1895
- D. helvolus (Linnaeus, 1764)
- D. katanensis Stitz, 1911
- D. kohli Wasmann, 1904
- D. labiatus Shuckard, 1840
- D. laevigatus (Smith, 1857)
- Dorylus lamottei Bernard, 1953
- D. leo Santschi, 1919
- D. mandibularis Mayr, 1896
- D. mayri Santschi, 1912
- D. moestus Emery, 1895
- D. molestus Wheeler, 1922
- D. montanus Santschi, 1910
- D. niarembensis (Boven, 1972)
- D. nigricans Illiger, 1802
- D. ocellatus (Stitz, 1910)
- D. orientalis Westwood, 1835
- D. politus Emery, 1901
- D. rufescens Santschi, 1915
- D. savagei Emery, 1895
- D. schoutedeni Santschi, 1923
- D. spininodis Emery, 1901
- D. stadelmanni Emery, 1895
- D. stanleyi Forel, 1909
- D. staudingeri Emery, 1895
- D. striatidens Santschi, 1910
- D. termitarius Wasmann, 1911
- D. titan Santschi, 1923
- D. vishnui Wheeler, 1913
- D. westwoodii (Shuckard, 1840)
- D. wilverthi Emery, 1899